# Pimelodella chaparae
Pimelodella chaparae es una especie de pez de la familia Heptapteridae en el orden de los Siluriformes.

## Morfología
• Los machos pueden llegar alcanzar los 5,1 cm de longitud total.

## Hábitat
Es un pez de agua dulce .

## Distribución geográfica
Se encuentran en América: cuenca del río Beni (Bolivia).